# تزئین و جنایت

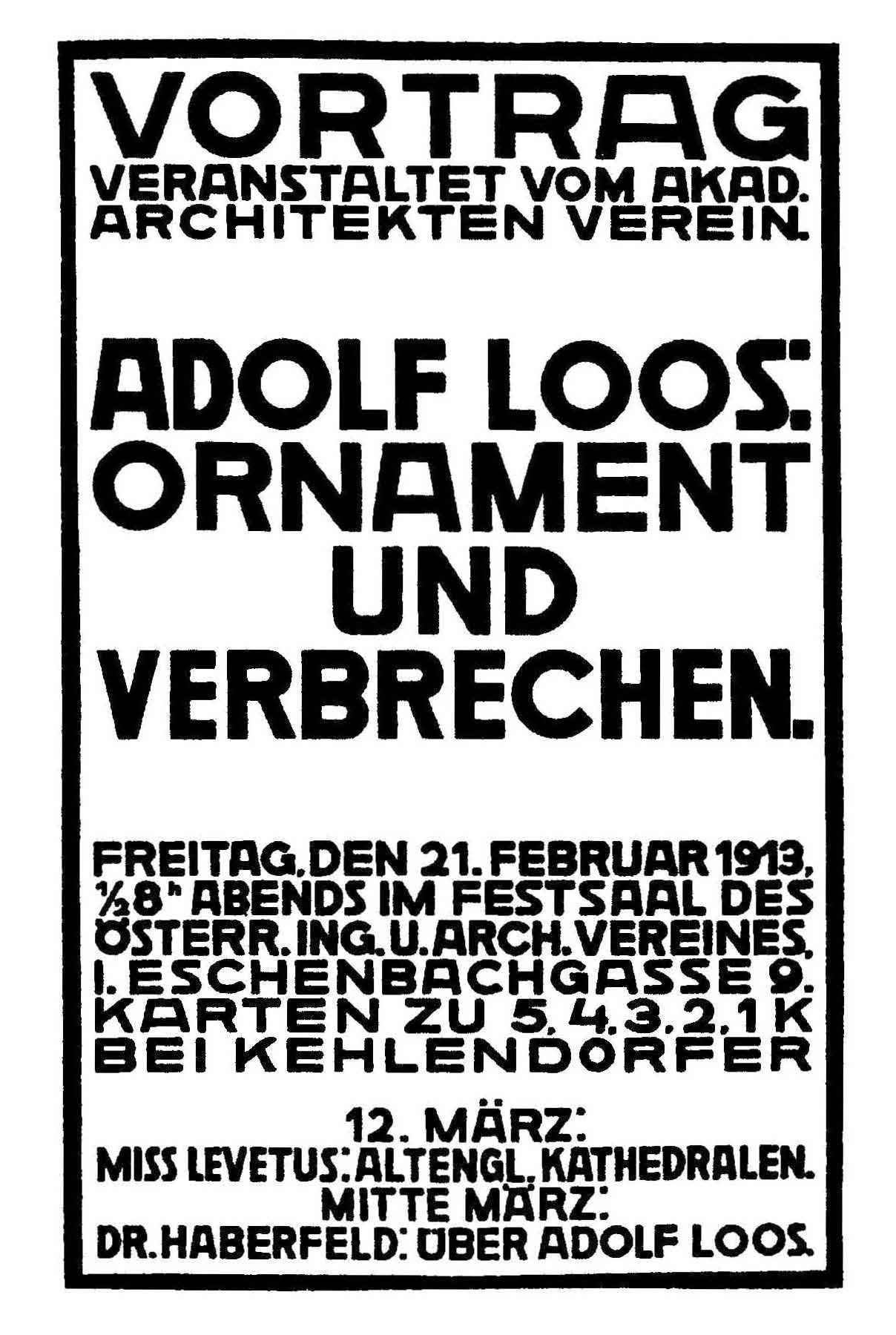
پوستر سخنرانی زینت و جنایت طراحی شده توسط آدولف لوس

تزئین و جنایت (آلمانی: Ornament und Verbrechen) رساله و سخنرانی‌ای از معمار مدرنیست آدولف لوس است که به نقد تزئینات در هنر می‌پردازد. تزئین و جنایت نخستین بار در ۲۱ ژانویه ۱۹۰۸ در شهر وین ارائه شد و چاپ اول آن در شمارهٔ پنجم سال ۱۹۱۰ مجلهٔ Cahiers d'aujourd'hui صورت گرفت. مقاله در سال ۱۹۱۳ به زبان فرانسوی ترجمه شد.
به گفتهٔ لوس، «تکامل فرهنگ مترادف است با کنارگذاشتن تزیینات از اشیاء زندگی روزمره». او در این مقاله مقایسه‌ای تمثیلی بین تزئین و انحطاط و بین خالکوبی نشانه جرم و نوعی آرایش یا تزئین بدنی و جنایت انجام داده‌است و به پیشرفت فرهنگ و مدهای معاصر را از دریچهٔ فرگشت نگاه می‌کند. لوس در نهایت نتیجه‌گیری می‌کند که:
از میان رفتن تزیینات شکوفایی غیرقابل تصوری در هنرهای دیگر پدیدآورده است [...] از این رو، فقدان تزیینات نشانهٔ قدرت اندیشه است. انسان مدرن، تزییناتِ فرهنگ‌های پیشین یا بیگانه را آن گونه که دوست دارد و مناسب می‌داند به کار می‌برد. اما نیروی خلاق خود را بر کارهایی دیگر متمرکز می‌سازد.